# Garten-Levkoje
Die Garten-Levkoje (Matthiola incana) ist eine Pflanzenart aus der Gattung der Levkojen (Matthiola) innerhalb der Familie der Kreuzblütler (Brassicaceae). Viele Sorten werden als Zierpflanzen verwendet.

## Beschreibung

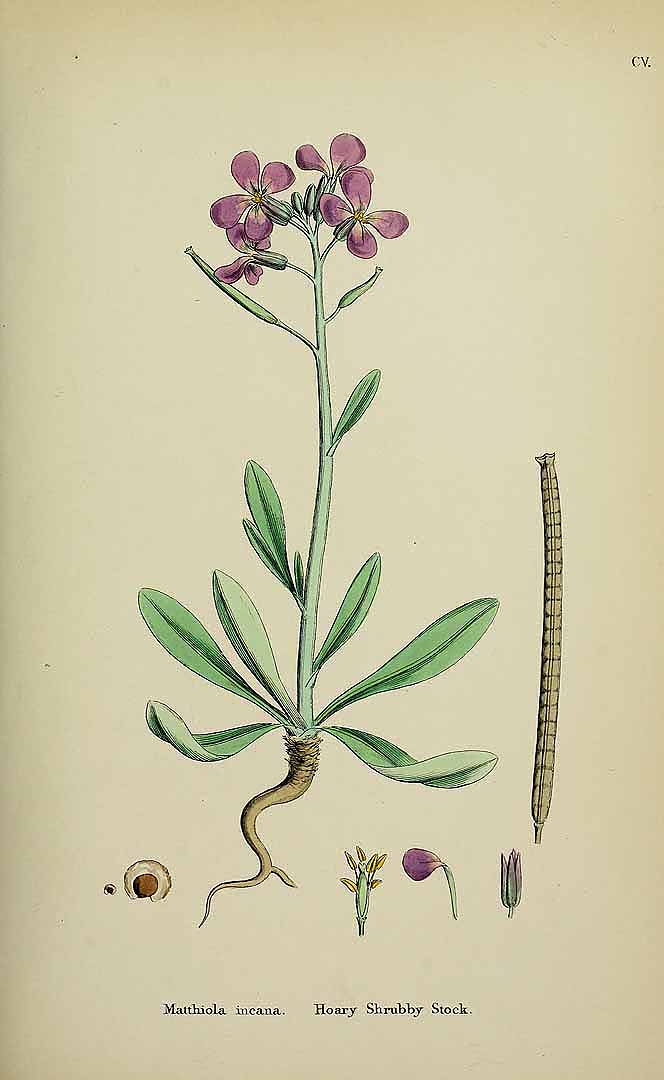
Illustration

### Vegetative Merkmale
Die Garten-Levkoje ist eine ausdauernde krautige Pflanze und die Wuchshöhen von 20 bis 80 Zentimetern erreicht. Die oberirdischen Pflanzenteile sind behaart. Die Sprossachsen sind aufrecht, verzweigt, stielrund und können im unteren Teil verholzen. Sie sind von ästigen Haaren und von Drüsenhaaren grau.
Die grundständig und wechselständig am Stängel verteilt angeordneten Laubblätter sind in Blattstiel und Blattspreite gegliedert. Der Blattstiel ist am Grunde wenig verbreitert, er ist ganzrandig und von ästigen und von Drüsenhaaren grau. Die einfache Blattspreite ist schmal verkehrt-eilanzettlich und ganzrandig, selten entfernt grobgezähnt oder gelappt.

### Generative Merkmale
Die Blütezeit reicht von April bis Juni, selten bis Oktober.
Die zwittrigen Blüten sind radiärsymmetrisch und vierzählig. Die Kelchblätter sind 9 bis 15 Millimeter lang. Die Kronblätter sind weiß, cremegelb, rosafarben, rot, violett oder blau. Die Kronblätter sind 20 bis 30 Millimeter lang und 4 bis 12 Millimeter breit. Die zweilappige Narbe ist schmaler als die Schote. Die Narbenlappen am Rücken sind angeschwollen.
Die aufrecht-abstehenden Schoten sind abgeflacht, 45 bis 160 Millimeter lang und 3 bis 5 Millimeter breit, ihre Fruchtklappen sind abgeflacht. Die unteren Schoten stehen zur Fruchtzeit auf 7 bis 25 Millimeter langen Stielen.
Die Chromosomenzahl beträgt 2n = 14.

## Vorkommen
Die Garten-Levkoje kommt im zentralen Mittelmeerraum an Küsten wild vor. Sie ist beispielsweise an Küsten West- und Südeuropas sowie auf den Kanarischen Inseln ein Neophyt. Pflanzensoziologisch ist sie eine Art des Verbands Crithmo-Staticion.

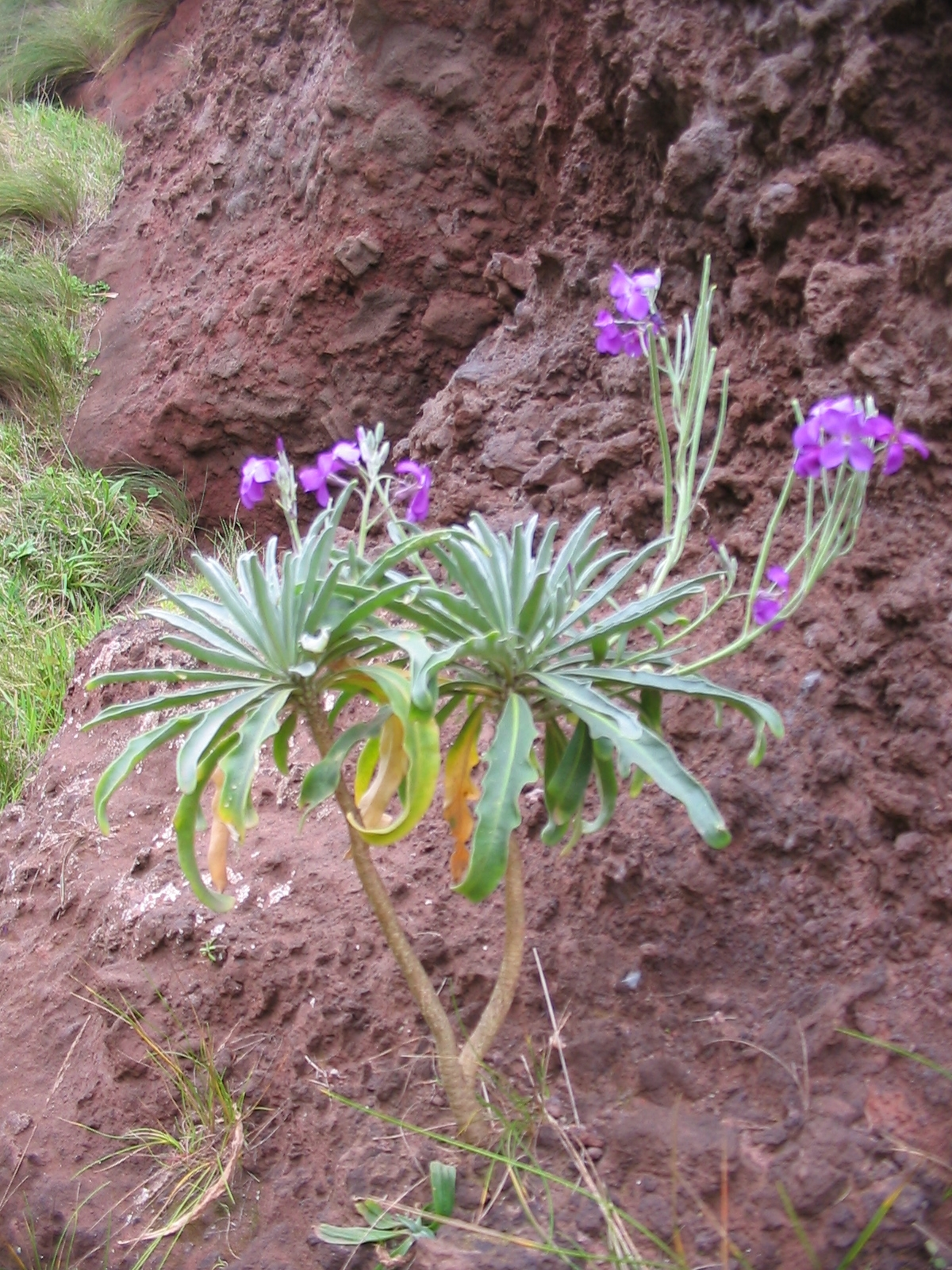
Die wilde Garten-Levkoje (Matthiola incana) auf der Azoren-Insel São Jorge

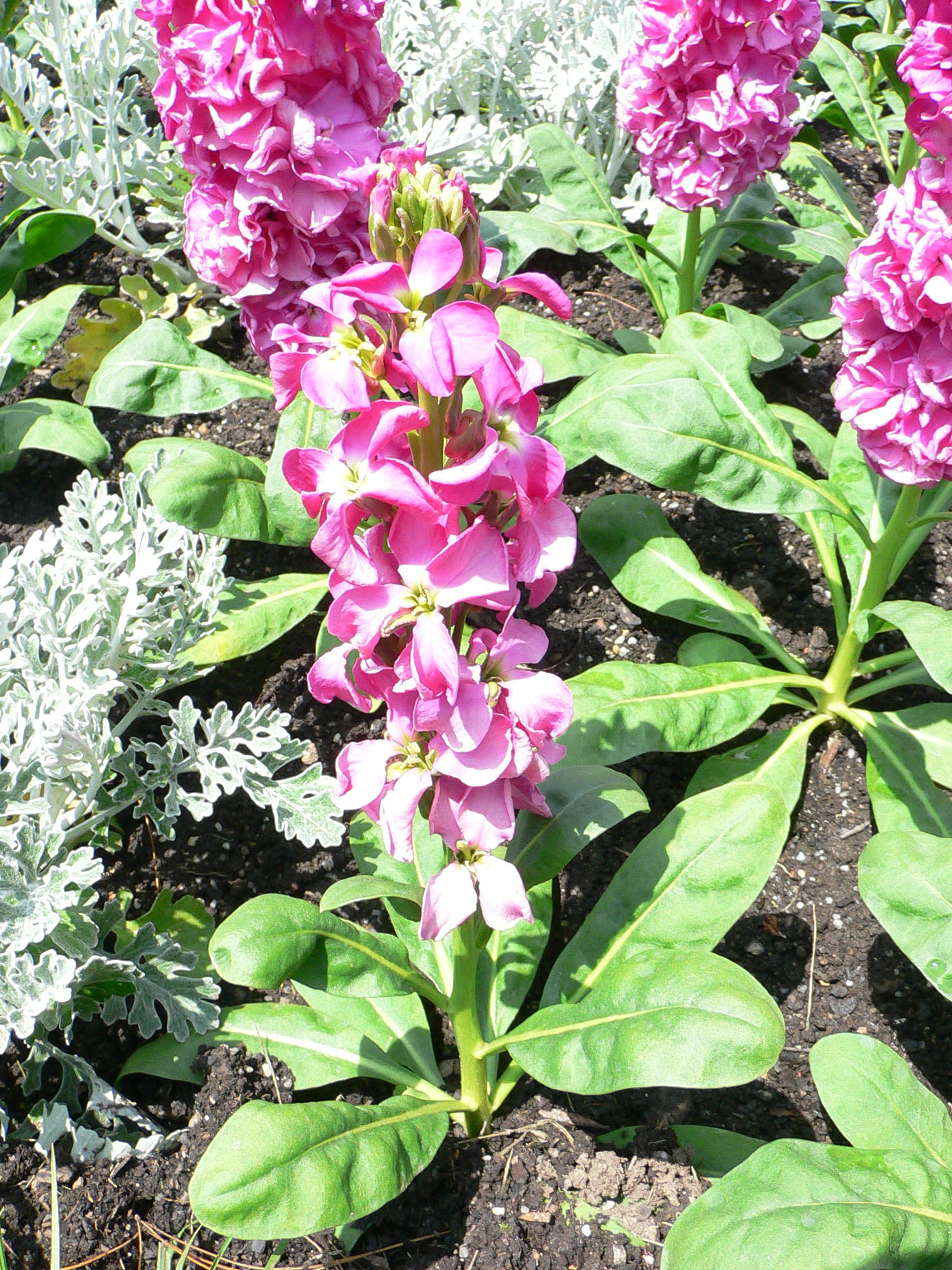
Die Garten-Levkoje als Zierpflanze

## Systematik
Die Erstveröffentlichung erfolgte 1753 unter dem Namen (Basionym) Cheiranthus incanus durch Carl von Linné in Species Plantarum, Band 2, S. 662. Die Neukombination zu Matthiola incana (L.) W.T.Aiton wurde 1812 durch William Townsend Aiton in Hortus Kew., ed. 2. Auflage, Volume 4, S. 119 veröffentlicht. Weitere Synonyme für  Matthiola incana (L.) W.T.Aiton sind: Hesperis incana (L.) Kuntze, Leucoium incanum (L.) Moench, Matthiolaria incana (L.) Chevall., Microstigma incanum (L.) Britton.
In Europa unterscheiden manche Autoren bei der Garten-Levkoje mehrere Unterarten:
- Matthiola incana (L.) W.T.Aiton subsp. incana: Sie kommt ursprünglich vor auf den Azoren, Madeira, in Spanien, auf den Balearen, in Frankreich, Italien, auf Sardinien, Sizilien, Malta, in Großbritannien, Kroatien, Slowenien, Serbien, Bosnien-Herzegowina, Albanien und Armenien vor.[4]
- Matthiola incana subsp. melitensis Brullo, Lanfr., Pavone & Ronsisv.: Sie ist ein Endemit von der zu Malta gehörenden Insel Gozo. Das Art-Epitheton melitensis bedeutet: "aus Malta".
- Matthiola incana subsp. rupestris (Rafin.) Nyman (inkl. Matthiola incana subsp. pulchella (P.Conti) Greuter & Burdet): Sie kommt nur in Süditalien und auf Sizilien vor.[4] Die Unterart ist verkahlend oder spärlich behaart, die unteren Blätter sind bis 25 bis 40 Millimeter breit.[2]

## Nutzung
Die Garten-Levkoje wird verbreitet als Zierpflanze für Sommerrabatten sowie als Schnittblume und Duftpflanze genutzt. Die Art ist spätestens seit dem 16. Jahrhundert in Kultur. Sie ist schon in den Kräuterbüchern von Leonhart Fuchs und Hieronymus Bock erwähnt. Damals sind auch schon gefüllte Rassen bekannt. Die Blüten können einfach oder gefüllt, mittelgroß oder groß sein. An Blütenfarben gibt es violett, blau, rot, weiß und zartgelb.

## Sonstiges
Bei der Nennung von Levkojen in der Belletristik ist stets die Garten-Levkoje gemeint. 
- Im Schauspiel Prinz Friedrich von Homburg oder die Schlacht bei Fehrbellin von Heinrich von Kleist riecht der Prinz auf seinem vermeintlichen Weg zur Hinrichtung Levkojen[5].
- Die deutsche Schriftstellerin Christine Brückner hatte großen Erfolg mit ihrem später auch verfilmten Roman Jauche und Levkojen.

## Genetik
Die ungefüllt blühenden Pflanzenexemplare sind immer heterozygot. Die Nachkommen der gefülltblühenden Sorten sind gefüllte und ungefüllte Pflanzen im Verhältnis 1:1.